# 卡内基·梅隆大学非洲分校
卡内基·梅隆大学非洲分校（英語：Carnegie Mellon University Africa）是美国卡内基·梅隆大学在非洲卢旺达基加利开设的分校，成立于2011年，隶属于工程学院，提供研究生课程。该分校是非洲目前唯一一所由美国开设的、提供硕士学位课程并配有全职教职员工和运营组织的研究型大学。

## 历史
2011年，卢旺达总统保罗·卡加梅和卡内基·梅隆大学校长杰瑞德·柯亨在卡内基·梅隆大学匹兹堡校区举行签字仪式，确认将在卢旺达首都基加利开设分校，卢旺达政府将在未来十年内对分校投资9500万美元。分校前期将提供信息技术和电气与计算机工程硕士学位，不提供本科教育，首批学生将于2012年秋季入学。
2014年，首批22名学生毕业。
2019年，非洲分校的托管方由卢旺达发展委员会转给卢旺达教育部。
2022年，在和卢旺达政府的9500万美元投资协议到期后，非洲分校与万事达卡基金会达成合作。基金会直接给非洲分校捐赠1.75亿美元，另外拨款1亿美元以建立非洲分校的非洲包容性数字转型中心。

## 校园
非洲分校最初租用基加利市区的电信大楼（Telecom House）中的两层楼授课，电信大楼坐落在美国大使馆旁边。
2019年，学校迁址到郊区创新城的新设施。新设施占地6,000平方米，耗资1千万美元建造，由非洲开发银行提供资金。总统保罗·卡加梅为新校址落成揭幕。

## 录取和毕业
学生申请时需要通过托福考试。根据2019年的报道，该分校的申请录取率为7%，50%的被录取者来自卢旺达。
非洲分校学生毕业后取得和匹兹堡主校区同等的学位证书，不会特别注明为非洲分校。

## 教学
非洲分校聘请全职教授教学，教授将先期在匹兹堡校区学习课程和教学风格。截至2023年，非洲分校提供3个方向的硕士学位，分别为：
- 信息技术
- 电气与计算机工程
- 工程人工智能

## 学费
卡内基·梅隆大学非洲分校的学费参照美国大学标准而定。2018年时，非洲学生的学费为每年1万6千美元，若是来自东非共同体国家，可靠奖学金减免至每年8千美元。这远高于本地大学每年约700-1300美元学费的定位。在2016-17学年，非洲分校有75名学生，仅为预期150名学生人数的一半；在2021-22学年，非洲分校有约150名学生，低于预期的400名的学生人数。学费收入不足致使卢旺达政府不得不进行补贴。